# Жидовстващи
Жидовстващите (на руски: жидовствующиe) е религиозно течение в Русия в края на XV и началото на XVI век.
То възниква през последната четвърт на XV век в Новгород, където живее неговият основоположник Схария, и се разпространява и в други части на Великото московско княжество. Движението намира подкрепа дори във владетелския двор, като първоначално изглежда и великият княз Иван III симпатизира на идеята за секуларизация на църковната собственост.
Въпреки това той подкрепя Православната църква в нейната реакция срещу „жидовстващите“, които изглежда отхвърлят Светата Троица и божествеността на Исус Христос. Те са обявени за последователи на юдаизма, подложени са на преследвания, а водачите им са избити. Около 1505 година движението е унищожено.